# Delage Type B
Der Delage Type B war ein frühes Personenkraftwagenmodell der französischen Marke Delage. Der Hersteller bezeichnete es als Voiturette.

## Beschreibung
Die nationale Zulassungsbehörde prüfte das Fahrzeug mit der Nummer 4 und erteilte am 12. Oktober 1905 die Genehmigung. Delage bot das Modell von 1905 bis 1908 an. 
Ein Einzylindermotor von De Dion-Bouton trieb die Fahrzeuge an. Er hatte 84 mm Bohrung und 90 mm Hub. Das ergab 499 cm³ Hubraum. Der Motor leistete 4,5 PS. Die Höchstgeschwindigkeit war mit 38 km/h angegeben.
Das Fahrgestell stammte von Malicet & Blin. Es hatte 1165 mm Spurweite und 1850 mm Radstand. Die offene Karosserie als Phaeton bot Platz für zwei Personen.
Der ebenfalls 1905 vorgestellte Delage Type A war bis auf den stärkeren Motor identisch.

## Stückzahlen und überlebende Fahrzeuge
Peter Jacobs vom Delage Register of Great Britain erstellte im Oktober 2006 eine Übersicht über Produktionszahlen und die Anzahl von Fahrzeugen, die noch existieren. Seine Angaben zu den Bauzeiten weichen in einigen Fällen von den Angaben der Buchautoren ab. Stückzahlen zu den Modellen vor dem Ersten Weltkrieg sind unbekannt. Für dieses Modell bestätigt er die Bauzeit von 1905 bis 1908. Ein Fahrzeug existiert noch.

## Auktion
Das Auktionshaus Christie’s versteigerte 1998 einen als Type B bezeichneten Tonneau von 1906 mit allerdings abweichenden Motordaten für 16.100 Pfund Sterling.